# Клемантович, Павел Андреевич
Павел Андреевич Клемантович (род. 12 апреля 1972, Ленинград) — советский и российский хоккеист, нападающий. Хоккейный судья, инспектор.
Воспитанник ленинградского хоккея. Начинал играть в фарм-клубе СКА в сезоне 1991/92 во второй лиге. Следующие три сезона выступал и за главную, и за вторую команды. В сезоне 1995/96 из СКА-2 перешёл в воронежский «Буран». В следующем сезоне вернулся в Санкт-Петербург, где играл за «Ижорец» (1996/97 — 1998/99) и «Спартак» (1998/99 — 2000/01).
Окончил Университет имени Лесгафта.
Судья всероссийской категории, инспектор ФХР. Генеральный директор ООО «Топ Спорт».